# Liste des ambassadeurs d'Estonie à Chypre
L’ambassadeur d'Estonie à Chypre est le représentant légal le plus important d'Estonie auprès du gouvernement chypriote. Il n'est pas résident, l'ambassade étant situé à Athènes depuis 2004 et, auparavant (1994-2004) à Rome et Tallinn.

## Ambassadeurs successifs
| Début           | Fin      | Ambassadeur   | Résidence    | Observations                              |
| --------------- | -------- | ------------- | ------------ | ----------------------------------------- |
| 1994            | 2004     | Jaak Jõerüüt  | Rome Tallinn | cf. Relations entre l'Estonie et l'Italie |
| 2004            | 2007     | Andres Unga   | Athènes      | cf. Relations entre l'Estonie et la Grèce |
| 2007            | 2009     | Peep Jahilo   | Athènes      | cf. Relations entre l'Estonie et la Grèce |
| 2009            | 2013     | Andres Talvik | Athènes      | cf. Relations entre l'Estonie et la Grèce |
| 4 novembre 2013 | en cours | Margus Rava   | Athènes      | cf. Relations entre l'Estonie et la Grèce |

## Sources